# Короткая и удивительная жизнь Оскара Уао
«Короткая и удивительная жизнь Оскара Уао» (англ. The Brief Wondrous Life of Oscar Wao) — роман 2007 года, написанный американцем доминиканского происхождения Хунотом Диасом. Произведение было удостоено Пулитцеровской премии 2008 года. Некоторые литературоведы считают, что выбор жюри Пулитцеровской премии в номинации «Художественная проза» напоминает об общем внимании англоязычной литературы к голосам второго поколения иммигрантов США.

## Сюжет
Полуавтобиографический роман повествует о судьбе толстого и глубоко несчастного ребёнка, переживающего процесс взросления в Нью-Джерси и безвременно погибающего в ранней юности. Примечательной особенностью книги можно счесть смешение литературного английского, «спанглиша» (смеси английского и испанского) и уличного сленга латиноамериканцев, обосновавшихся в Америке.